# 李智 (明朝)
李智（1433年—？），字宗哲，直隸真定府趙州栢鄉縣人，民籍，明朝政治人物。進士出身。

## 生平
早年出身國子生，順天府鄉試第一百三十二名。成化十一年（1475年）乙未科會試第七十名，殿試登進士第三甲第一百八十八名。

## 家族
曾祖父李榮。祖父李均美。父亲李秉中。